# Giải Goncourt cho truyện ngắn
Giải Goncourt cho truyện ngắn (tiếng Pháp: Prix Goncourt de la nouvelle) là một giải thưởng văn học của Pháp do Hội văn học Goncourt thành lập từ năm 1974 bên cạnh Giải Goncourt. Từ năm 2001, Hội văn học Goncourt hợp tác với thành phố Strasbourg cùng trao giải này.

## Danh sách người đoạt giải
- 1974: Daniel Boulanger: Fouette, cocher !
- 1975: S. Corinna Bille: La Demoiselle sauvage
- 1976: Antoine Blondin: Quat'saisons
- 1977: Henri Gougaud: Départements et territoires d'outre-mort
- 1978: Christiane Baroche: Chambres, avec vue sur le passé
- 1979: Andrée Chedid: Le Corps et le Temps
- 1980: Guy Lagorce: Les Héroïques
- 1981: Annie Saumont: Quelquefois dans les cérémonies
- 1982: René Depestre: Alléluia pour une femme-jardin
- 1983: Raymond Jean: Un fantasme de Bella B.
- 1984: Alain Gerber: Les Jours de vin et de roses
- 1985: Pierrette Fleutiaux: Métamorphoses de la reine
- 1986: Jean Vautrin: Baby-boom
- 1987: Noëlle Châtelet: Histoires de bouches
- 1988: Jean-Louis Hue: Dernières Nouvelles du Père Noël
- 1989: Paul Fournel: Les Athlètes dans leur tête
- 1990: Jacques Bens: Nouvelles désenchantées
- 1991: Rafaël Pividal: Le Goût de la catastrophe
- 1992: Catherine Lépront: Trois gardiennes
- 1993: Mariette Condroyer: Un après-midi plutôt gai
- 1994: Jean-Christophe Duchon-Doris: Les Lettres du baron
- 1995: Cyrille Cahen: Le Frôleur
- 1996: Ludovic Janvier: En mémoire du lit
- 1997: François Sureau: Le Sphinx de Darwin
- 1998:
- 1999: Elvire de Brissac: Les Anges d'en bas
- 2000: Catherine Paysan: Les Désarmés
- 2001: Stéphane Denis: Elle a maigri pour le festival
- 2002: Sébastien Lapaque: Mythologie française
- 2003: Philippe Claudel: Les Petites Mécaniques
- 2004: Olivier Adam: Passer l'hiver
- 2005: Georges-Olivier Chateaureynaud: Singe savant tabassé par deux clowns
- 2006: Franz Bartelt: Le Bar des habitudes
- 2007: Brigitte Giraud: L'amour est très surestimé
- 2008: Jean-Yves Masson: Ultimes vérités sur la mort du nageur
- 2009: Sylvain Tesson: Une vie à coucher dehors
- 2010: Éric-Emmanuel Schmitt: Concerto à la mémoire d'un ange
- 2011: Bernard Comment: Tout passe
- 2012: Didier Daeninckx: L'Espoir en contrebande
- 2013: Fouad Laroui: L'Étrange Affaire du pantalon de Dassoukine
- 2014: Nicolas Cavaillès: Vie de monsieur Leguat
- 2015: Patrice Franceschi: Première Personne du singulier